# Operador de Laplace-Beltrami
Em geometria diferencial, o operador de Laplace pode ser generalizado para operar em funções definidas em superfícies no espaço euclidiano e, mais em geral, em variedades Riemannianas e pseudo-Riemanniana. Este operador mais geral é conhecido pelo nome de operador de Laplace-Beltrami, em homenagem a Laplace e Beltrami. Como o Laplaciano, o operador de Laplace-Beltrami é definido como a divergência de gradiente, e um operador linear tendo funções em funções. O operador pode ser estendido para operar em tensores como o desvio da derivada covariante. Alternativamente, o operador pode ser generalizado para operar em formas diferenciais usando a derivada exterior e de divergência. O operador resultante é chamado de operador de Laplace-de Rham (em homenagem a Georges de Rham).

## Operações
O operador de Laplace-Beltrami, como o Laplaciano, é a divergência do gradiente:
{\displaystyle \Delta f=\operatorname {div} \;\operatorname {grad} f.}
Uma fórmula explícita em coordenadas locais é possível.
Suponha primeiro que M é uma variedade Riemanniana orientada. A orientação permite que se especifique uma forma de volume definida em M, dada em um sistema de coordenadas orientado xi por:
{\displaystyle \mathrm {vol} _{n}:={\sqrt {|g|}}\;dx^{1}\wedge \ldots \wedge dx^{n}}
onde os dxi são as 1-formas que formam a base dual para os vetores de base.
{\displaystyle \partial _{i}:={\frac {\partial }{\partial x^{i}}}}
e {\displaystyle \wedge } é o produto exterior. Neste caso |g| := |det(gij)| é o valor absoluto da determinante do tensor métrico gij.